# Abdul Al-Rozan
Abdul Al-Rozan (4 de agosto de 1966) é um ex-futebolista profissional saudita que atuava como meia.

## Carreira
Abdul Al-Rozan se profissionalizou no Al Shabab.

## Seleção
Abdul Al-Rozan integrou a Seleção Saudita de Futebol na Copa Rei Fahd de 1992, na Arábia Saudita.

## Títulos
Arábia Saudita
- Copa Rei Fahd de 1992: - Vice